# Хаякава, Сэссю
Сэссю Хаякава (яп. 早川 雪洲 Хаякава Сэссю:, 10 июня 1889 — 23 ноября 1973) — американский и японский актёр, выступавший под псевдонимом. Настоящее имя — Кинтаро Хаякава (яп. 早川 金太郎 Хаякава Кинтаро:).

## Биография
Сэссю Хаякава родился 10 июня 1889 года в городке Тикура (в настоящее время — город Минамибосо в префектуре Тиба). Семья Хаякава принадлежала к сословию самураев. Сэссю учился в японском офицерском морском училище. В результате подводного погружения[уточнить] у него лопнули барабанные перепонки. Это прервало его карьеру военного офицера. В восемнадцать лет Хаякава попытался совершить харакири. Врачи несколько месяцев боролись за его жизнь. После этого он долгое время вел жизнь отшельника в отдалённом храме.
В 1909 году Сэссю приехал в США. В 1913 году он получил диплом бакалавра искусств Чикагского университета. Вместе с женой, Цуру Аоки, играл в пьесе «Тайфун», в Сан-Франциско, где его и увидел Томас Инс. Чета снялась в двух больших фильмах, поставленных Инсом в 1914 году: «Гнев богов» и «Тайфун». Кроме того, он снялся в фильме 1913 года «Битва при Геттисберге» и в фильме «Обман» Сесила Де Милля.
В 1930-е годы Хаякава жил в Японии. В 1932 году он впервые снялся в кино в Японии. В 1937 году он сыграл главную мужскую роль в драме режиссёра Арнольда Фанка и Мансаку Итами «Дочь самурая», совместного немецко-японского производства. Вторую мировую войну Хаякава провёл в Париже. Его жена и дети остались в Японии, и он не общался с ними в течение нескольких лет. В 1966 году он полностью ушёл из кинобизнеса и вернулся в Японию. В Японии он стал мастером дзэн и давал уроки актёрского мастерства. Он умер в Токио в возрасте 84 лет.

## Признание и награды
1957 — номинант на премию «Оскар» за лучшую мужскую роль второго плана, за роль полковника Сайто в фильме «Мост через реку Квай».

## Фильмография
- 1912 — Немезида / His Nemesis
- 1913 — Битва при Геттисберге / The Battle of Gettysburg
- 1914 — Тайфун / The Typhoon — Токорама
- 1914 — Гнев богов /
- 1914 — Последний из рода /
- 1915 — Вероломство / Temptation
- 1915 — Обман / The Cheat
- 1919 — Серый горизонт / The Gray Horizon
- 1937 — Ёсивара / Yoshiwara
- 1949 — Токийский Джо / Tokyo Joe
- 1955 — Дом из бамбука / House of Bamboo
- 1957 — Мост через реку Квай / The Bridge on the River Kwai — полковник Сайто
- 1959 — Зелёные поместья / Green Mansions
- 1960 — Швейцарская семья Робинзонов / Swiss Family Robinson
- 1966 — Дневной мечтатель / The Daydreamer